# Miras
Miras è una frazione del comune di Devoll in Albania (prefettura di Coriza), è situata a 9 km dal confine con la Grecia.
Fino alla riforma amministrativa del 2015 era comune autonomo, dopo la riforma è stato accorpato, insieme agli ex-comuni di Hoçisht, Bilisht, Progër e Qendër Bilisht a costituire la municipalità di Devoll.

## Località
Il comune era formato dall'insieme delle seguenti località:
- Miras
- Vidohove
- Arrez
- Cete
- Qytezë
- Sinice
- Nikolice
- Menkulas
- Poncare
- Bracanj
- Koshnice
- Dobranj
- Fitore
- Zicisht
- Gjyres
- Su